# Chapelle de São Frutuoso de Montélios
 (janvier 2014).
Améliorez-le ou discutez des points à vérifier. 
La chapelle de São Frutuoso de Montélios est un vestige de l'art wisigothique et surtout le plus important monument préroman du Portugal. Située au nord du pays, près de Braga, premier centre religieux ibérique, la chapelle se trouve dans le domaine d'un ancien couvent (le couvent de Saint François). Le nom « Montélios » signifie « petit mont ».
Son architecture révèle l'influence byzantine exercée sur l'art wisigoth. Construite entre 650 et 665 par saint Fructueux, évêque de Braga, elle possède un plan en croix grecque.
Les parties assez hétérogènes laissent penser qu'elle fut démolie lors de l'occupation musulmane puis reconstruite au début du XIe siècle.
Depuis 1944, le bâtiment est classé monument national.

## Histoire
Certains témoignages historiques et la tradition orale laissent penser que le site de la chapelle fut occupé originellement par une petite villa romaine (autour de 560 av. J.-C.)[réf. nécessaire] et, très probablement, par un temple dédié au dieu Asclépios.
En 656, saint Fructueux de Braga, alors évêque de Braga, fonde sur le site, le monastère de Saint-Sauveur (São Salvador), qui devient le foyer religieux le plus important de la région. Il fait construire par ailleurs la fameuse chapelle, ainsi que son futur tombeau. saint Valère confirme le fait, dans la biographie qu'il lui a consacrée, mentionnant que le saint qui fonda le monastère y fut enterré, entre 665 et 666.
Entre le IXe et le Xe siècle, la chapelle est reconstruite et redécorée. Un document daté de 883 nous apprend que la chapelle est consacrée cette fois au Saint Sauveur, confirmant par ailleurs la date de la première construction.
Autour du XIIe siècle, en pleine Reconquista, avec le renouveau de la communauté chrétienne et l'intérêt pour saint Fructueux de Braga, un culte lui est consacré. En 1102, l'archevêque de Saint-Jacques-de-Compostelle, Diogo Gelmires, fait transférer la dépouille mortuaire de Fructueux à Compostelle. 
En 1523, l'archevêque Diogo de Sousa fonde le couvent franciscain de l'ordre des Capuchos da Piedade (Capucins), à côté de la chapelle de Saint Fructueux, faisant détruire probablement l'ancien monastère Saint-Salvador.
D'après les notes laissées par le frère Manuel de Monforte en 1696, dans son Crónica da Província da Piedade, la chapelle « a une forme de croix aux quatre côtés égaux; chaque branche contient une chapelle fermée par un mur en arc-de-cercle. L'une des chapelles, que l'on pourrait désigner comme le pied de la croix, sert d'entrée. La chapelle qui lui est diamétralement opposée, le haut de la croix, sert de chapelle principale avec son autel. Les deux autres chapelles, les bras de la croix, contiennent les autels latéraux; (...) le petit espace de cette église compte vingt-quatre colonnes: quatre du côté de l'entrée; six pour chacune des chapelles et huit dans la partie centrale... »
En 1728, l'archevêque Rodrigo de Moura Teles fait construire l'église Saint-François à côté de la chapelle. Celle-ci devient accessible depuis l'église principale, en raison d'altérations significatives. Ces changements incluent la destruction de la façade principale, la modification des bras est et ouest de cette croix latine, les altérations des colonnes internes, ainsi que le changement dans les baldaquins.  
C'est l'architecte Ernesto Korrodi qui, le premier, promeut la récupération du plan original de la chapelle, en 1897, dans une petite note intitulée Um Monumento Latino-Bizantino em Portugal (Un monument Latino-byzanthin au Portugal). Plus d'un siècle s'écoulera avant que João de Moura Coutinho e Sousa Lobo commence la restauration en suivant les plans originaux (1931). L'architecte partit de l'hypothèse selon laquelle la chapelle, ainsi que la tombe du VIe siècle, auraient été commandées par Fructueux de Braga, sur le modèle du mausolée Galla Placidia de Ravenne. La Direction Générale des édifices et des monuments nationaux (DGEMN) poursuivit la restauration avec la reconstruction de la coupole et de la toiture en 1939, puis en 1941. En 1958, les réparations incluent la reconstruction des murs, de la porte, le plâtrage de la coupole, ainsi que différents projets concernant l'enclos paroissial. En 1961, la rénovation du dallage et de l'arche principale, la reconstruction de l'escalier et la consolidation du plafond voûté sont entrepris, suivis du projet de conservation en 1966. Des réparations similaires sont entreprises en 1970 (réparations et nettoyage de la toiture), en 1973 (examen du crucifix, réparations, restaurations des peintures et recomposition de la zone entourant la chapelle), en 1984 (réarrangement de la toiture et des peintures), en 1987 (nouveaux projets sur l'évolution de la restauration)

## Architecture
La chapelle est située contre la façade latérale est de l'église du couvent Saint-François, au-dessous du niveau de celui-ci. Si l'on peut accéder à l'intérieur de la chapelle depuis l'église, l'accès se faisait à l'origine depuis l'extérieur en traversant un portail et une petite cour. À l'ouest de la chapelle,  se trouvent les ruines de l'ancien couvent et de ses dépendances, ainsi que la fontaine de Saint Antoine (Portugais: Fonte de Santo António) qui a été ajoutée en contrebas du bâtiment. Au sud-est, le vieux dallage en granit mène à la Quinta do Lago (en français : Domaine du lac) et à l'école primaire de Real à l'ouest. 
La chapelle de São Frutuoso reste une énigme et un exemple unique de structure wisigothique en forme de croix grecque, structure qui imiterait celle du mausolée byzantin de Galla Placidia à Ravenne [1]. Le volume principal de la chapelle est surmonté d'une petite tour avec une croix, couverte de tuiles arrondies. Sur la cime des murs de calcaire se trouvent des corniches, bordés de frises, en calcaire également, représentant une corde, des demi-cercles, des rosettes à six pointes et des fleurs de lys.

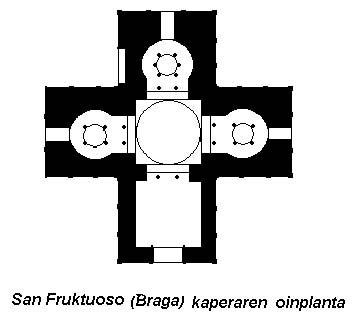
Plan de la chapelle São Frutuoso
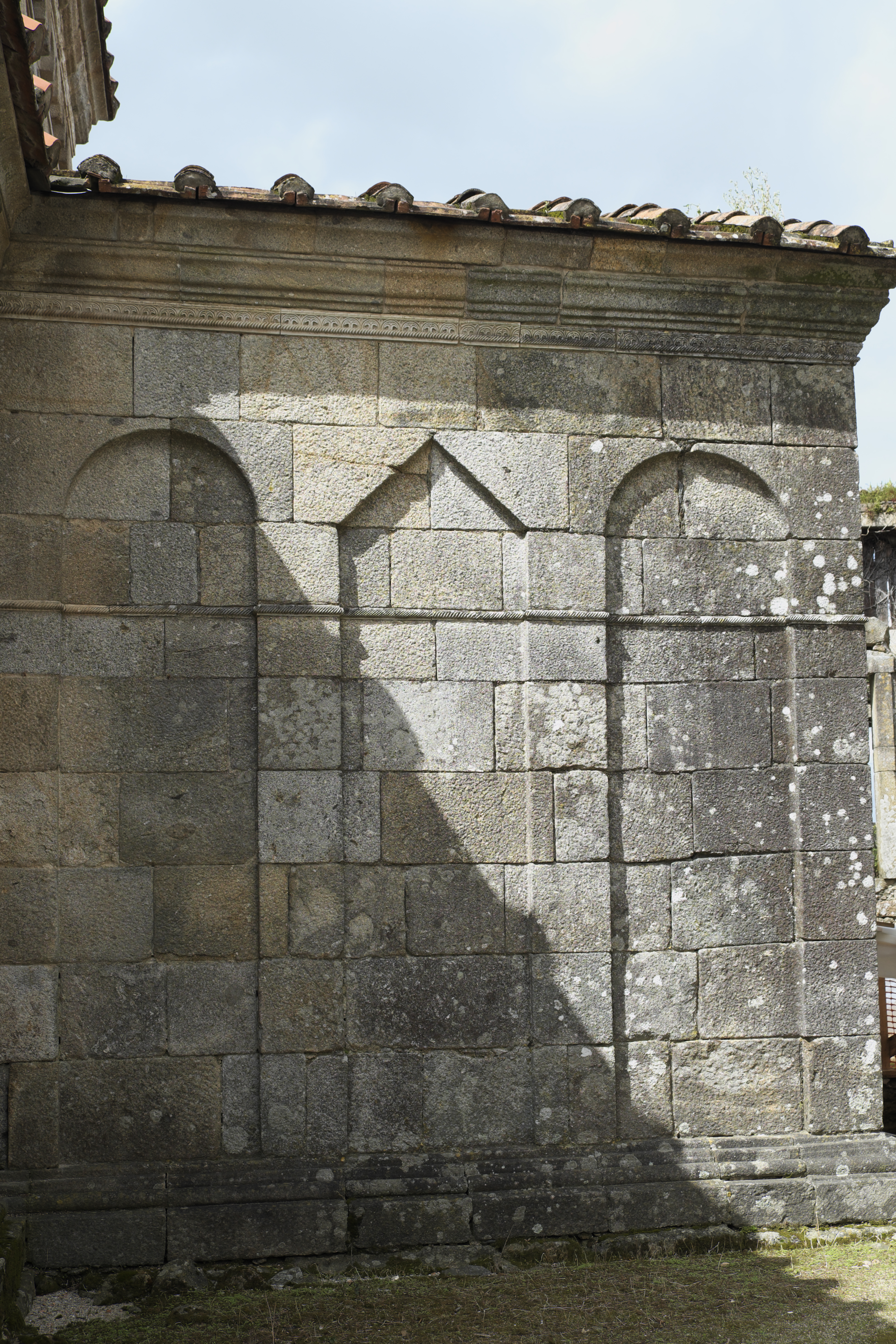
Un des croisillons de la chapelle orné d'un triplet à mitre
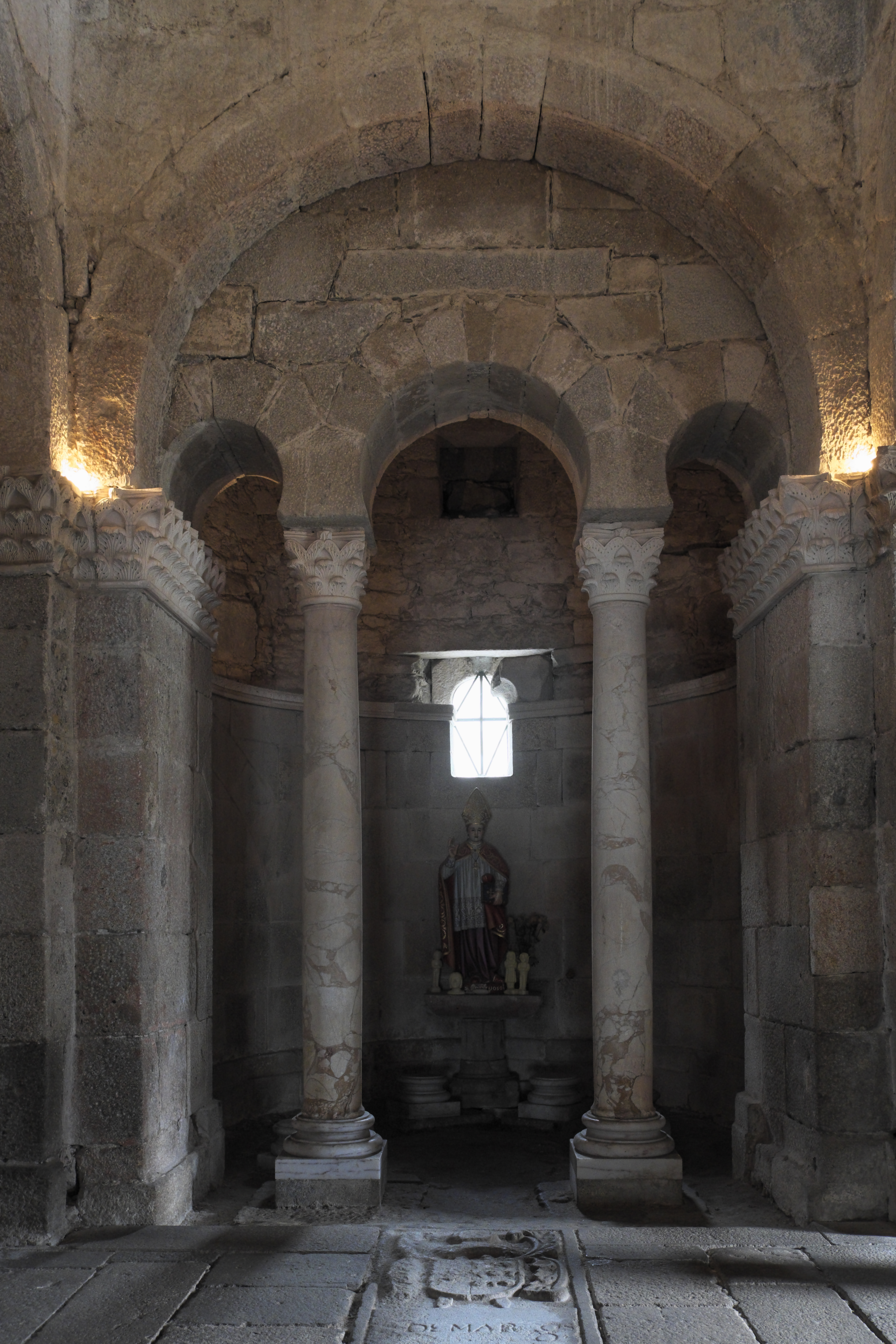
Intérieur en forme de demi-cercle de l'un des croisillons
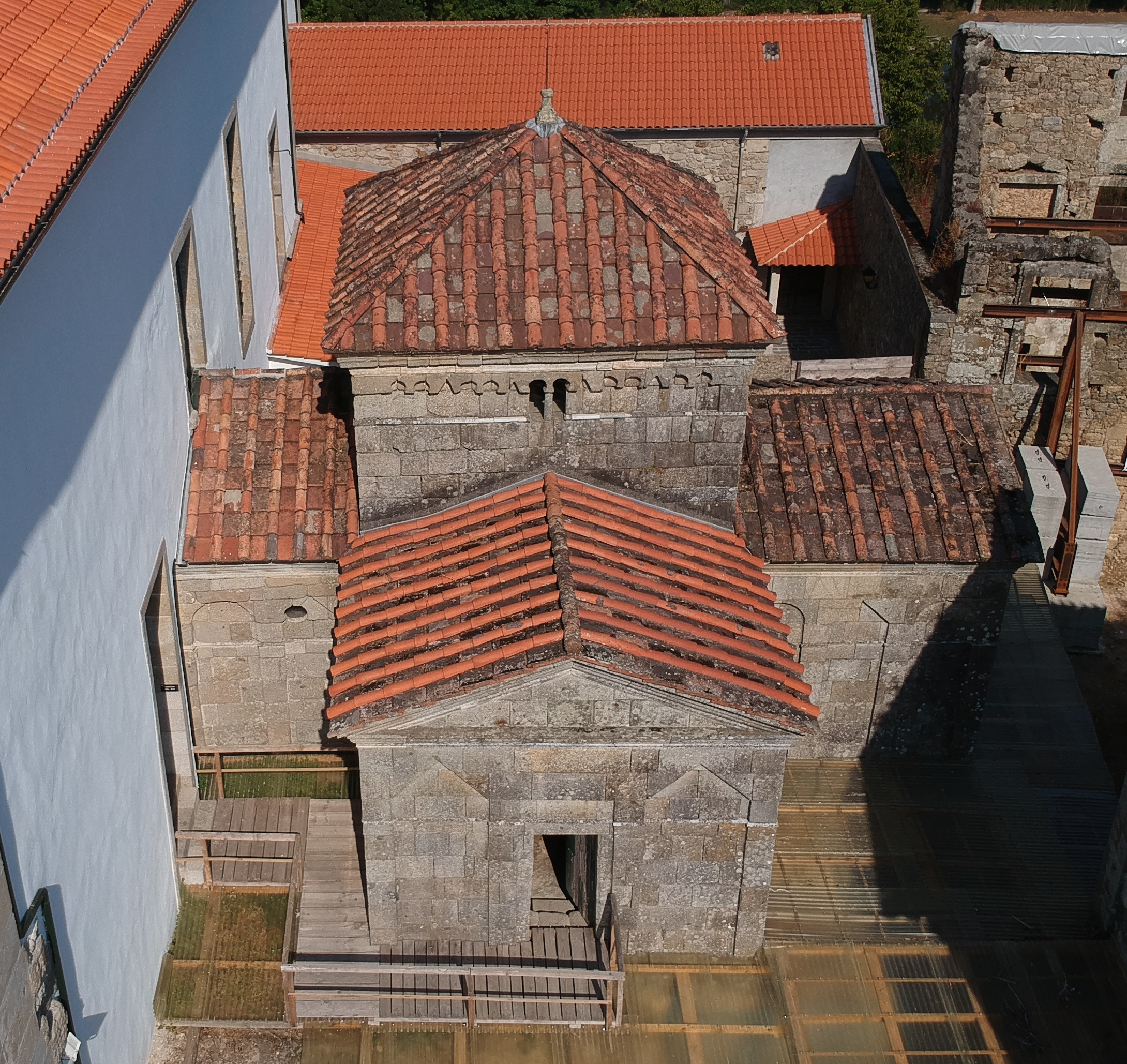